# Ivan Levačić
Ivan Levačić (Virje, Reino de Yugoslavia; 25 de agosto de 1931 – 7 de julio de 2023) fue un ciclista croata especialista en ruta que compitió en los Juegos Olímpicos.

## Carrera
Estuvo en varios equipos de Yugoslavia como el Vereine Podravac Virje, Dinamo Zagreb, Torpedo Koprivnica y Karlovac y compitió en varias ocasiones en la Vuelta a Yugoslavia entre los años 1950 y años 1960. Participó en el Tour del Porvenir 1961 donde finalizó en quinto lugar de la clasificación general.
Participó por única vez en los Juegos Olímpicos en Roma 1960 donde en la prueba de ruta finalizó en el lugar 30 y en la prueba de contrarreloj por equipos finalizó en el lugar 15.
Al retirarse se dedicó a ser reparador en Karlovac.